# Восход (футбольный клуб, Ленинск)
«Восход» — советский футбольный клуб из Ленинска (ныне — Байконур). Основан не позднее 1969 года.

## Достижения
- 16-е место в зональном турнире класса «Б» (тогда — 4-й уровень системы лиг) первенства СССР: 1970

## Результаты выступлений
| Сезон | Турнир                                           | Достижение |
| ----- | ------------------------------------------------ | ---------- |
| 1969  | Кубок Казахской ССР                              | Финал      |
| 1969  | Кубок СССР среди КФК                             | 1/8 финала |
| 1970  | Чемпионат СССР 1970, класс «Б», зона «Казахстан» | 16-е место |